# Antonio Jasso
Antonio Jasso (11 de març de 1935 - 26 de juny de 2013) fou un futbolista mexicà.

## Selecció de Mèxic
Va formar part de l'equip mexicà a la Copa del Món de 1962.